# Долнени (община)
Долнени (на македонска литературна норма: Општина Долнени) е община, разположена в централната част на Северна Македония в северната част на Пелагония - Прилепското поле.
Център на общината е село Долнени, като освен него в нея влизат още 36 села. Общината има площ от 412,43 km2 и 13 568 жители с гъстота на населението от 32,90 жители на km2. До 2009 година кмет е Изудин Каришич. От 2009 година кмет е Абдула Байрамоски. В 2013 година за кмет е избран Боше Милошевски.

## Структура на населението
Според преброяването от 2002 година община Долнени има 13 568 жители.
| Етническа принадлежност | Процент |
| македонци               | 35,90%  |
| албанци                 | 26,65%  |
| турци                   | 19,14%  |
| роми                    | 0,10%   |
| власи                   | 0,00%   |
| сърби                   | 0,12%   |
| бошняци                 | 17,54%  |
| други                   | 0,55%   |